# Euthalia merta
Espèce
Euthalia merta est un papillon de la famille des Nymphalidae, de la sous-famille des Limenitidinae et du genre Euthalia.

## Dénomination
Euthalia merta a été décrit  par Frederic Moore en 1859 sous le nom initial d'Adolias merta.

### Sous-espèces
- Euthalia merta merta ; présent en Malaisie, en Thaïlande et à Singapour[2].
- Euthalia merta apicalis (Vollenhoven, 1862) ; présent à Bornéo.
- Euthalia merta karina Kalis, 1933.
- Euthalia merta milleri Pendlebury, 1939.
- Euthalia merta phantasma Fruhstorfer, 1913 ; présent à Nias.
- Euthalia merta prisca Fruhstorfer, 1913.
- Euthalia merta pseudomerta Fruhstorfer, 1906 ; présent à Sumatra.
- Euthalia merta schoenigi Schröder & Treadaway, 1978.
- Euthalia merta tioma Eliot, 1978[1].

### Nom vernaculaire
Euthalia merta se nomme White-tipped Baron en anglais.

## Description
C'est un grand papillon aux ailes antérieures à apex anguleux et bord externe concave et ailes postérieures à angle anal anguleux.
Les ailes sont beige à marron, marbrées.

## Écologie et distribution
Euthalia merta est présent en Thaïlande, en Malaisie, aux Philippines, à Bornéo, à Sumatra et à Nias.

### Biotope
Il réside en bords de forêt.

### Protection
Pas de statut de protection particulier, noté LC (Least Concern) sur le Red Data Book.